# Колибактериоз
Колибактериоз или эшерихиоз — острая инфекционная  болезнь молодняка всех видов сельскохозяйственных животных, вызываемая патогенной кишечной палочкой (Escherichia coli) и проявляющаяся главным образом диареей. Наносит значительный ущерб животноводству. Возникает при нарушении зоотехнических и ветеринарных правил содержания, кормления и ухода за животными. Источники возбудителя инфекции — больные, переболевшие животные, матери — носители патогенных кишечных палочек, инфицированные окружающие предметы. Диагноз ставят на основании эпизоотологических, клинических, патологоанатомических данных и результатов бактериологического исследования патологического материала. 

## Заражение
Телята заражаются в первые 3–7 суток после рождения через инфицированные окружающие предметы, молозиво, молочную посуду, воздух, руки и спецодежду обслуживающего персонала, а также при контакте с крысами и домашними мышами из-за пониженной естественной резистентности организма новорожденных, нарушения зоотехнических и ветеринарно-санитарных правил содержания, кормления и ухода за матерями, новорожденными животными и молодняком в период его отъема от матерей.
Основной путь заражения – алиментарный, реже аэрогенный, возможен внутриутробный.

## Патогенез
Слизистая кишечника здорового новорождённого препятствует проникновению вульгарной кишечной палочки, но если её защитная система нарушена, то бактерии начинают усиленно размножаться и внедряться в слизистую кишечника. Продукты жизнедеятельности кишечной палочки(эндотоксины) вызывают воспаление. При недостаточной активности защитных механизмов кишечной стенки и прежде всего фагоцитоза, эшерихии проникают в лимфатическую и кровеносную системы, вызывая при этом септический процесс. Начавшийся понос вызывает резкое обезвоживание тканей организма. Размножение в крови бактерий и наводнение организма токсическими продуктами их жизнедеятельности и тканевого распада угнетают деятельность центральной нервной системы, что даёт к концу заболевания картину тяжёлого коматозного состояния.

## Лечение
Иммунная сыворотка, коли-фаг, гамма-глобулин, антибиотики и др. 

## Профилактика
Соблюдение правил содержания и кормления матерей в период сухостоя, гигиены родов, выпаивания молозива; секционное содержание новорождённых с поддержанием строгого изоляционно-дезинфекционного режима, вакцинация беременных животных. 